# 罪王何论
《罪王何论》，东晋范甯所著文章。
他以曹魏时代的王弼、何晏作为儒家之罪人、国家衰亡之祸首。指斥王弼、何晏之类蔑弃典文，不遵礼度，饰华言以翳实，骋繁文以惑世，于是令仁义幽沦，儒雅蒙尘，礼坏乐崩，中原倾覆。鲜明地反对魏晋的玄学、清談之风。《晋书·范宁传》录有全文。